# Las Mesas, Michoacán de Ocampo
Las Mesas är en ort i Mexiko.   Den ligger i kommunen Maravatío och delstaten Michoacán de Ocampo, i den sydöstra delen av landet, 130 km väster om huvudstaden Mexico City. Las Mesas ligger 2 483 meter över havet och antalet invånare är 234.
Terrängen runt Las Mesas är kuperad åt sydväst, men åt nordost är den platt. Runt Las Mesas är det ganska tätbefolkat, med 192 invånare per kvadratkilometer. Närmaste större samhälle är Maravatío, 17,1 km väster om Las Mesas. I omgivningarna runt Las Mesas växer huvudsakligen savannskog.